# 薛荣哲
薛荣哲（1943年8月—2020年10月29日），男，山西五台人，中华人民共和国政治人物，曾任山西省政协副主席。

## 生平
毕业于中科院山西分院研究班放射专业。1973年10月，任大同市无线电原件一厂电子医用仪器厂党支部书记。1977年6月，任山西省委宣传部政治处副处长。1980年10月，任大同齿轮厂党委副书记、书记，1983年10月，任大同市委常委宣传部部长，1985年5月，任晋城市委副书记、市长，1992年4月，任中共晋城市委书记。1994年7月，任山西省委农村工作领导小组副组长、办公室主任，1995年12月，任山西省委副秘书长、办公厅主任，1996年8月，任山西省人民政府副省长。
1998年1月在山西人大换届选举中意外落选。当时省委书记胡富国安排，省长孙文盛同意，薛荣哲改任省政府顾问，仍然分管工业。1999年5月，再次任副省长。2003年，担任中国人民政治协商会议山西省委员会副主席，后出任常务副主席，任职至2008年1月。
离开山西省政协后，薛荣哲担任新晋商联合会会长。
2020年10月29日逝世。

## 家庭
父亲薛凤霄曾任大同市长、中共雁北地委书记、第十二届中纪委委员，薛荣哲为长子。

## 出版物
- . 太原: 三晋出版社. 2014. ISBN 978-7-5457-0931-5.